# Hospital Albert Schweitzer Haití
El Hospital Albert Schweitzer Haití (en francés: Hôpital Albert-Schweitzer Haïti) es un centro de salud fundado por Larry Mellon (1910-1989) y su esposa Gwen Grant Mellon (1908-2000) en 1956, se trata de un sistema de salud rural integrado que proporciona atención médica y programas de salud y desarrollo a una comunidad de 300.000 personas pobres del Valle de Artibonite en el centro de Haití. El hospital se encuentra en Deschapelles.
Larry Mellon fue inspirado por la vida y la filosofía de Albert Schweitzer para dedicar su vida y la fortuna de la familia Mellon a la creación, el crecimiento y mantenimiento de este hospital.